# John Child
John Child (Toronto, 4 de maio de 1967) é um ex-voleibolista de praia canadense.
Child participou de três edições de Jogos Olímpicos. Na primeira aparição do esporte como modalidade olímpica, em Atlanta 1996, conquistou a medalha de bronze ao lado de Mark Heese. Em suas outras participações obteve dois quinto lugares; em Sydney 2000 e Atenas 2004, sempre tendo Heese como parceiro.